# Swaziland aux Jeux olympiques d'été de 2004
Le Swaziland a envoyé trois athlètes aux Jeux olympiques de 2004 à Athènes en Grèce.

## Résultats

### Athlétisme
200 m homme :
- Mphelave Dlamini : 49e place au classement final

200 m femme :
- Gcinile Moyane : 42e place au classement final

### Natation
100m brasse homme :
- Wickus Nienaber : 49e place au classement final

## Officiels
- Président : Mr. Robert Zombodze Magagula
- Secrétaire général : Muriel Hofer